# Battaglia di Arroyo de la China
La battaglia di Arroyo de la China fu uno scontro navale combattuto il 28 marzo 1814 tra una flotta spagnola, guidata da Jacinto de Romarate e una piccola squadra allestita dal governo rivoluzionario di Buenos Aires, al cui comando si trovava l'americano Thomas Nother, che morì nel combattimento.
La battaglia si svolse alla confluenza del torrente chiamato Arroyo de la China col fiume Uruguay, nei pressi dell'attuale città di Concepción del Uruguay, e fu vinta dalla flotta realista di Romarate; per lo schieramento patriota, tuttavia, la sconfitta non ebbe conseguenze sul risultato dell'intera campagna navale.

## Antefatti
La Rivoluzione di Maggio del 25 maggio 1810 aveva destituito a Buenos Aires il viceré Baltasar Hidalgo de Cisneros, sostituendolo con una giunta provvisoria di governo, la cosiddetta Prima Giunta. Il 2 giugno, il cabildo di Montevideo decise di non riconoscere la nuova autorità e di giurare invece obbedienza al Consiglio di Reggenza di Spagna e Indie formatosi a Cadice. Dopo alcuni piccoli scontri tra i patrioti di Buenos Aires e i realisti di Montevideo, nell'ottobre del 1810 arrivò in quest'ultima città il nuovo governatore spagnolo, Gaspar de Vigodet. Nel gennaio del 1811 lo raggiunse il nuovo viceré designato, Francisco Javier de Elío, che diede inizio alle operazioni di guerra contro la città ribelle.
Nel 1811 Montevideo subì un primo assedio, portato dalle truppe di Buenos Aires e dalle milizie della Banda Oriental guidate da José Gervasio Artigas, che si interruppe il 20 ottobre con un armistizio. L'anno successivo, l'esercito rivoluzionario guidato da José Rondeau, pose un secondo assedio alla città; le milizie orientali di Artigas, che avevano fatto parte delle forze assedianti, se ne allontanarono nel gennaio del 1814 per i profondi dissensi tra il loro comandante e il governo di Buenos Aires. Quest'ultimo, nel frattempo, sotto l'impulso di Juan Larrea approntò in soli due mesi una squadriglia navale destinata a contrastare il dominio spagnolo nelle acque del Río de la Plata e dei fiumi interni. Il marinaio irlandese William Brown fu destinato al comando della nuova flotta.

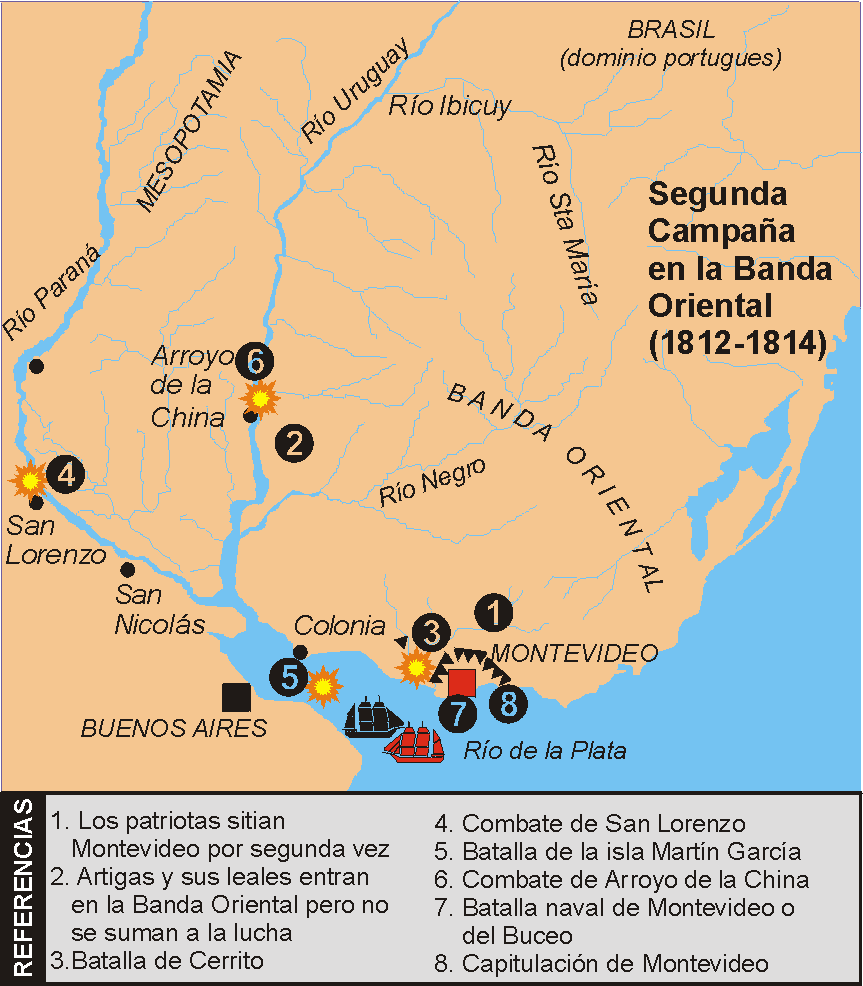
Mappa della situazione e delle battaglie

Il maggiore ostacolo ai piani di Buenos Aires era costituito dalla squadriglia navale con cui Jacinto de Romarate compiva incursioni sulla costa per approvvigionare Montevideo assediata e controllava l'accesso ai fiumi Uruguay e Paraná; con l'obbiettivo di intercettarla, Brown salpò il 7 marzo 1814. Romarate, informato dell'arrivo di una forza navale superiore alla sua, fece ancorare le sue imbarcazioni nei pressi dell'isola di Martín García, disponendo a terra due cannoni da 6 libbre a supporto delle truppe presenti sull'isola.
Tra il 10 e il 15 marzo si produsse la battaglia di Martín García. Dopo una battaglia navale da cui la nave ammiraglia patriota, la fregata Hércules, era uscita severamente danneggiata, a sorpresa Brown riuscì a far sbarcare sull'isola la sua fanteria di marina, che catturò la batteria nemica e la puntò sulle navi spagnole, che, ormai a corto di munizioni, dovettero fuggire, riparando alla foce dei fiumi Río Negro e Uruguay.
Brown fece imbarcare i prigionieri, bruciò le abitazioni sull'isola e ne evacuò la popolazione; il 26 marzo arrivò a Colonia del Sacramento, già in mano alle forze rivoluzionarie, dove i prigionieri furono consegnati nelle mani del comandante della piazza militare. Convinto che la mancanza di mezzi di sostentamento avrebbe presto costretto Romarate a consegnarsi, il comandante della squadra patriota non seguì i fuggitivi, tornando a Buenos Aires per riparare le navi in vista della battaglia decisiva contro la flotta realista presente a Montevideo. All'inseguimento della squadra sconfitta inviò una flottiglia composta da sei imbarcazioni sotto la guida dell'americano Thomas Nother.
La notizia della sconfitta di Martín García arrivò il 17 marzo a Montevideo; il giorno seguente salpò dalla città José Primo de Rivera con una seconda squadriglia. Dopo aver inviato in ausilio di Romarate un lancione, tuttavia, le navi invertirono presto la rotta e tornarono il 26 marzo nel porto di partenza, dove i marinai sbarcarono tra le accuse di codardia e le minacce di morte da parte della popolazione inferocita. Nel frattempo, Romarate risaliva il fiume Uruguay fino ad arrivare alla confluenza con il torrente chiamato Arroyo de la China la mattina del 28 marzo, dopo aver inviato la feluca Sebeiro ad informare Montevideo della sua situazione.

## La battaglia
A mezzogiorno e mezzo del 28 marzo una cannonata del Belen annunciò a Romarate l'arrivo di cinque navi nemiche; il comandante realista era sceso a terra a parlare con Fernando Otorgués, luogotenente di Artigas, con il quale stava contrattando l'acquisto di carne e gallette. Tornato alle imbarcazioni, Romarate vide che il capitano della nave ammiraglia, la Belén, aveva già disposto la flotta in formazione, imbozzando le navi alla confluenza del torrente.

### Forze in campo
La flotta realista era composta dalle stesse imbarcazioni che avevano partecipato, due settimane prima, alla battaglia di Martín García. Ne facevano parte i brigantini Belén, Aránzazu e Gálvez, gli sloop Americana e Murciana, le cannoniere Perla, Lima e San Ramón. Le imbarcazioni disponevano in totale di 30 pezzi d'artiglieria, con calibri compresi tra le 6 e le 18 libbre.
La squadriglia patriota era formata dal brigantino goletta Santísima Trinidad, nave ammiraglia, dalla goletta Fortuna, dallo sloop Carmen, dalla cannoniera América e dalle feluche San Luis e San Martín. Sulle navi erano presenti in totale 37 cannoni.

### Lo scontro
Probabilmente convinto che la flotta nemica non disponesse di polvere da sparo a sufficienza per sostenere una battaglia, Nother la attaccò immediatamente. Per tre ore le imbarcazioni si scambiarono colpi da distanza ravvicinata; il maggiore calibro dei cannoni di Romarate diede a quest'ultimo un maggior vantaggio rispetto ai colpi delle navi della flottiglia patriota.
La battaglia finì quando la Carmen esplose con tutto il suo equipaggio. Nel suo rapporto ufficiale, Romarate indica un colpo ben assestato di cannone come causa del fatto; secondo le fonti argentine, invece, dopo che la nave si era incagliata il comandante greco Samuel Spiro preferì sacrificarsi e farla esplodere piuttosto che cadere nelle mani dei realisti.
Nother era stato precedentemente ucciso da un colpo che lo aveva raggiunto sul ponte della Santísima Trinidad. Ciò che era rimasto della sua squadra fuggì in direzione del Río de la Plata; solo la mancanza di munizioni impedì l'inseguimento da parte dei realisti. Romarate annotò nel suo rapporto la morte di un suo marinaio e il ferimento di una decina, tra i quali, in modo lieve, il comandante della Aránzazu.

## Conseguenze
Nonostante la vittoria, per i realisti la battaglia non portò alcun vantaggio: Romarate rimase isolato con la sua squadra nel fiume Uruguay, dove riuscì a sostentarsi grazie all'aiuto di Otorgués, e nel contempo la flotta realista di Montevideo rimase priva di alcune sue navi e del suo comandante migliore.
La battaglia del Buceo del 14 maggio 1814 segnò la sconfitta definitiva della flotta realista e la fine del dominio spagnolo nella Banda Oriental; il blocco navale imposto da Brown a Montevideo rese di fatto impossibile la difesa della città, che capitolò il 20 giugno.
Romarate resistette ancora per qualche tempo, circondato sia dalle milizie orientali di Artigas che dalle truppe argentine; entrambe le parti, desiderose di mettere le mani sulle imbarcazioni spagnole, intimarono la resa al comandante realista. Dopo essersi consultato con i suoi ufficiali, vista l'impossibilità di ogni resistenza Romarate si arrese alle truppe di Buenos Aires il 22 luglio.